# Dobrochimowka
Dobrochimowka (ros. Доброхимовка) – wieś (ros. деревня, trb. dieriewnia) w zachodniej Rosji, w sielsowiecie wołokonskim rejonu bolszesołdatskiego w obwodzie kurskim.

## Geografia
Miejscowość położona jest 2,5 km od centrum administracyjnego sielsowietu wołokonskiego (Wołokonsk), 13 km od centrum administracyjnego rejonu (Bolszoje Sołdatskoje), 65 km od Kurska.

## Demografia
W 2010 r. miejscowość zamieszkiwało 96 osób.